# Ficus sansibarica
Ficus sansibarica là một loài thực vật có hoa trong họ Moraceae. Loài này được Warb. mô tả khoa học đầu tiên năm 1894.

## Hình ảnh

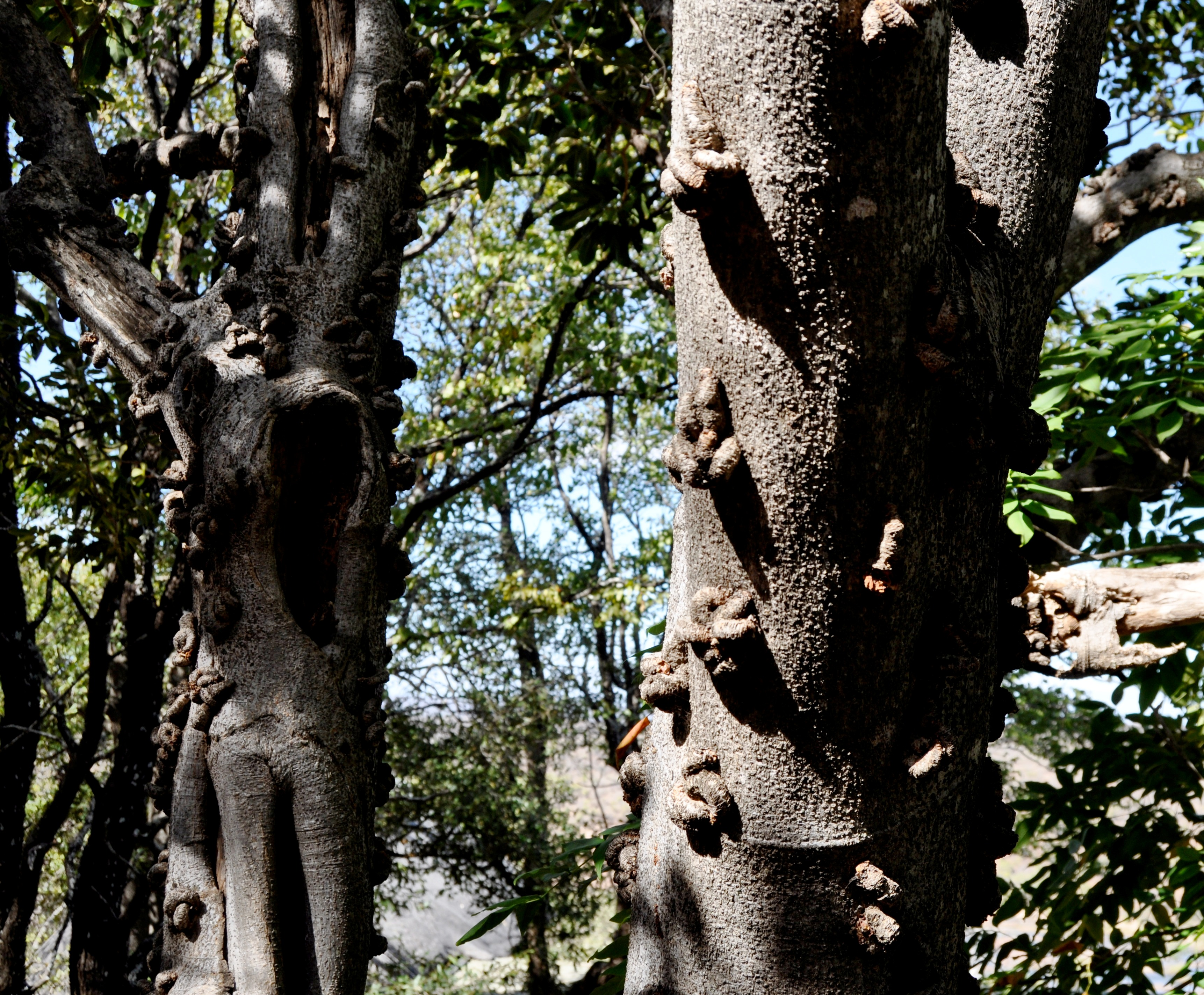
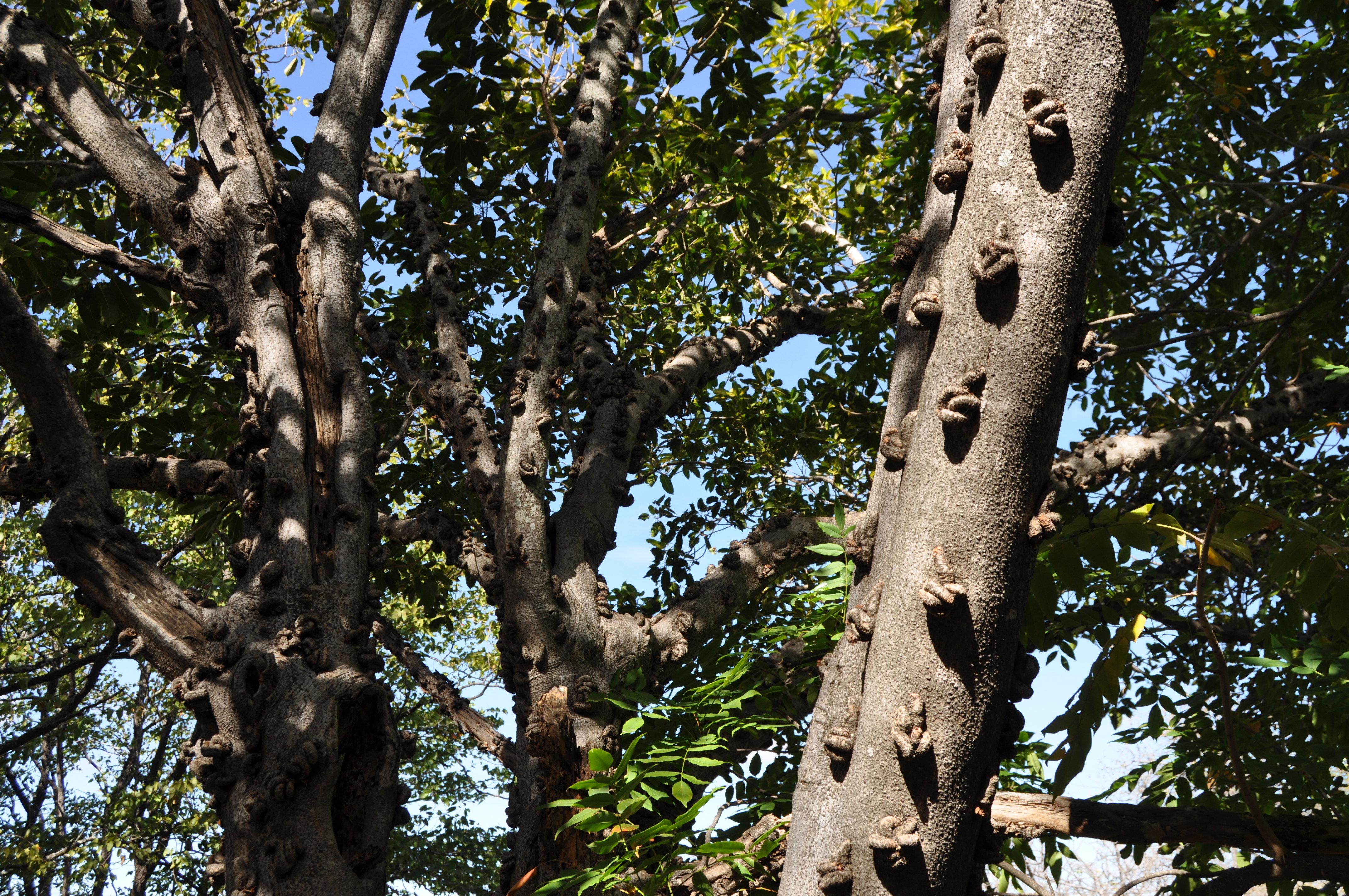